# María de Ávila
María Dolores Gómez de Ávila (* 10. April 1920 in Barcelona; † 27. Februar 2014 in Saragossa) war eine spanische Tänzerin, Choreografin und Ballettmeisterin.

## Leben
Im Alter von 9 Jahren begann sie ihre Tanzausbildung in der Ballettschule von Pauleta Pamiés, die damals das Ballett des Gran Teatro del Liceo in Barcelona leitete. 1934 nahm Pauleta Pamiés sie in den Corps de Ballet auf. 1939 wurde María de Ávila zur Primaballerina des Gran Teatro del Liceo befördert. Ihre erste große Rolle tanzte sie in  Goyescas von Enrique Granados. Es folgten Auftritte sowohl im klassischen Genre, beispielsweise in  Les Sylphides , als auch im spanischen Tanz, unter anderem in  El amor brujo und in den Seguidillas manchegas in der Choreografie von Juan Magriñá.
1948 verließ sie das Gran Teatro del Liceo, um zu heiraten. Fünf Monate zuvor hatte sie ein Angebot abgelehnt, als Primaballerina mit den Ballets Russes de Monte Carlo in den Vereinigten Staaten zu tanzen. Aus der Ehe mit dem Ingenieur José María García Gil ging 1949 die Tochter Dolores García Gómez hervor, die unter dem Künstlernamen Lola de Ávila als Tänzerin und Tanz-Dozentin bekannt ist. 1950 ging María de Ávila auf Tournee mit den Ballets de Barcelona, die sich jedoch schon während der Saison auflösten. Danach fasste sie den Entschluss, die Bühne für immer zu verlassen.
1954 gründete María de Ávila ihre eigene Tanzschule in Saragossa. Heute (Stand 2022) lehren dort ihre Tochter Lola de Ávila sowie Antonio Ayesta und Yolanda Plaza. Zu María des Ávilas Lebzeiten wurde eine ganze Reihe von Tänzerinnen und Tänzern, die später internationale Karriere machten, dort ausgebildet. Eine der ersten war Ana María Gorriz, die später Primaballerina am Winnipeg Ballet in Kanada wurde. Später folgten Víctor Ullate, Arantxa Argüelles, die spätere Primaballerina an der Deutschen Oper Berlin und Gonzalo García, Meistertänzer am New York City Ballet.
1979 wurde sie als erste Tänzerin in die Real Academia de Nobles y Bellas Artes  de San Luis berufen. El ballet, arte del siglo XX lautete der Titel ihrer Antrittsrede.
1982 gründete sie das kommunal finanzierte Ballet Clásico de Zaragoza, das später aufgelöst wurde, nachdem die Stadt die Finanzierung eingestellt hatte. 1983 wurde sie als Leiterin des Ballet Nacional de España berufen, nachdem dieses kurz zuvor mit dem Ballet Nacional Clásico zu einem gemeinsamen Ensemble vereint worden war. Die Schwerpunkte des Programms legte sie auf spanische Themen: regionale Tänze und die Ausprägungen der Escuela bolera. Es entstanden Choreografien wie Medea, Danza y Tronío und Ritmos, die zu Klassikern des spanischen Balletts wurden. Aber auch klassische Choreografien wie Serenade von George Balanchine und den Schwanensee  brachte sie auf die Bühne. Aufgrund eines Konflikts mit dem Ensemble trat sie 1986 von diesem Posten zurück. 1989 gründete sie in Saragossa das Joven Ballet María de Ávila.

## Auszeichnungen (Auswahl)
- Premio Santa Isabel der Provinz Saragossa (1965)
- Premio San Jorge der Vereinigung Fernando el Católico (1974)
- Goldmedaille der Stadt Saragossa (1982)
- Goldmedaille der spanischen Republik für die Schönen Künste (1989).
- Premio Aragón (1996).
- Goldmedaille des Círculo de Bellas Artes (1998).
- Großkreuz des Orden Alfons X. des Weisen (2006).
- Goldmedaille des Ministeriums für Arbeit und soziale Angelegenheiten (2007)
- Goldmedaille des Teatro del Liceo (2009)
- Premio Heraldo für menschliche Werte (2010)
- Preis A Life for Dance des internationalen Tanzfestivals von Miami (2013)